# The Coming of Spring
The Coming of Spring är Eitres debutalbum, utgivet 2005. Albumet spelades in 2004 i LB Studio i Skillinge.

## Låtlista
1. "Fairy Reel" (reels) – 3:34
2. "William Taylor" (song) – 4:06
3. "Princess Nancy" (jigs) – 4:08
4. "Brackagh Hill" (song) – 6:18
5. "Killarney Boys of Pleasure" (reels) – 4:37
6. "Flat River Girl" (song/jig) – 4:18
7. "Sliabh Geal gCua" (slow air / set dance) – 3:08
8. "Coleraine Regatta" (song/reel) – 4:02
9. "The Coming of Spring" (mazurka/jig) – 4:40
10. "The Flower of Magherally" (song) – 6:07
11. "The Crosses of Annagh" (reels) – 4:42